# أنخيل مانويل رودريغيز
أنخيل مانويل رودريغيز (بالإنجليزية: Ángel Manuel Rodríguez)‏ هو عالم عقيدة أمريكي، ولد في 1945 في سبرينغفيلد في الولايات المتحدة.